# Piperales
Piperales es el nombre botánico para un orden de fanerógamas. Necesariamente incluye a la familia Piperaceae pero su circunscripción ha variado mucho con el tiempo.
En el sistema APG II, de 2003, este orden se incluye en el clado magnólidas y circunscripto como sigue:
- orden Piperales
familia Aristolochiaceae
familia Hydnoraceae
familia Lactoridaceae
familia Piperaceae
familia Saururaceae

Esto es una expansión del sistema APG, de 1998, que también lo ubicaba en las magnólidas pero con otra circunscripción: 
- orden Piperales
familia Aristolochiaceae
familia Lactoridaceae
familia Piperaceae
familia Saururaceae

El sistema Cronquist, de 1981, ubicaba al orden en la subclase Magnoliidae de la clase Magnoliopsida = dicotiledónea y con esta circunscripción: 
- orden Piperales
familia Chloranthaceae
familia Piperaceae
familia Saururaceae

El sistema Engler, en su actualización de 1964, colocaba el orden en la subclase Archychlamydeae, de la clase Dicotiledónea = dicotyledons y con esta circunscripción: 
- orden Piperales
familia Chloranthaceae
familia Lactoridaceae
familia Piperaceae
familia Saururaceae

El sistema Wettstein, en una última versión de 1935, asignó el orden a Monochlamideae en la subclase Choripetalae de la clase Dicotyledones, circunscripta a:
- orden Piperales
familia Piperaceae